# Fuchsia boliviana
Espèce
Fuchsia boliviana est une espèce de plantes à fleurs du genre Fuchsia et de la famille des Onagraceae. C'est un arbuste originaire du sud du Pérou, de la Bolivie et du nord de l'Argentine.

## Description
C'est un arbuste à feuilles persistantes de taille moyenne, atteignant 2 à 4 m de haut, rarement jusqu'à 6 m, au port étalé et ouvert. Il a de grandes feuilles velues vert moyen et des pétioles. Il présente de grandes corymbes tombantes atteignant 20 cm de long, portées à la fin de l'été et en automne par des fleurs rouge écarlate. Les fleurs individuelles mesurant 3 à 7 cm de long. Il existe une forme à floraison blanche nommée « Alba », avec un tube blanc et des pétales écarlates. Après la floraison, il porte de petits fruits rouge-violet comestibles de 10 à 26 mm de long,.
Fuchsia boliviana est largement cultivé à l'ombre ou à mi-ombre dans les climats plus frais et subtropicaux. Les plantes nécessitent une protection contre le soleil direct et des températures supérieures à 40 °C. Les plantes résistent à environ −4 °C pendant de courtes périodes. La multiplication se fait par graines ou par boutures.